# Acromastigum gemmiferum
Acromastigum gemmiferum là một loài Rêu trong họ Lepidoziaceae. Loài này được N. Kitag. & T. Kodama mô tả khoa học đầu tiên năm 1974.